# Монти д'Арена-Боско Кађоне (Таранто)
Монти д'Арена-Боско Кађоне (итал. Monti d'Arena-Bosco Caggione) је насеље у Италији у округу Таранто, региону Апулија.
Према процени из 2011. у насељу је живело 1415 становника. Насеље се налази на надморској висини од 11 м.